# Futbol'nyj Klub Azamat Čeboksary
Il Futbol'nyj Klub Azamat Čeboksary (in russo Азамат (Чебоксары)?; in ciuvascio: Аcамат ФК (Шупашкар)), noto in passato anche come Ėnergija Čeboksary e Stal Čeboksary, è stata una squadra di calcio russa che aveva sede a Čeboksary, in Ciuvascia.

## Storia
La squadra militò sia nei campionati professionistici dell'Unione Sovietica che della Russia, non andando mai oltre il terzo livello.
Ebbe varie denominazioni: 
- 1965-1977: Ėnergija Čeboksary
- 1978-1991: Stal' Čeboksary
- 1992-1993: Azamat Čeboksary

Ebbe come esordiente, fra le sue file, il portiere Aleksandr Filimonov.